# Alexia Kátia de Sá
Alexia Kátia de Sá est une joueuse internationale sud-africaine de rink hockey née le 13 avril 1997. 

## Palmarès
En 2016, elle participe au championnat du monde.